# میلکا مانوا
میلکا مانوا (بلغاری: Milka Maneva؛ زادهٔ ۷ ژوئن ۱۹۸۵) وزنه‌بردار زن اهل بلغارستان است.
از افتخارات وی می‌توان به کسب مدال نقره وزن ۶۳ کیلوگرم در بازی‌های المپیک تابستانی ۲۰۱۲ اشاره کرد.